# Gaston Doumergue
Pierre-Paul-Henri-Gaston Doumergue (Aigues-Vives, 1 de agosto de 1863- Aigues-Vives (Gard), 18 de junio de 1937) fue un político francés, presidente del Consejo entre 1913 y 1914, y presidente de la Tercera República entre 1924 y 1931.

## Biografía
Nació en Aigues Vives, cerca de Nimes, en una familia protestante de la pequeña burguesía de Languedoc. Su padre era propietario de una explotación en Vaunage.
Tras obtener una licencia y un doctorado en Derecho en París, se inscribió en 1885 en el foro de Nimes.
En 1893, siendo juez de paz en Argel, retorna a Francia, a Aigues-Vives, y presenta su candidatura a las elecciones legislativas de diciembre de 1893. Elegido diputado radical por Nimes, es reelegido el 8 de mayo de 1898 y el 27 de abril de 1902.
Bajo la presidencia de Émile Loubet, es ministro de Colonias entre el 7 de junio de 1902 y el 18 de enero de 1905) en el gobierno de Emile Combes.
Fue ministro sin interrupción entre 1906 y 1910, primero de Comercio e Industria hasta 1908 y a partir de ese año de Instrucción Pública y Bellas Artes. Como una de sus principales contribuciones podemos mencionar la promulgación de la ley por la que se creó el diploma de ingeniero ENSAM.
Entre el 9 de diciembre de 1913 y el 8 de junio de 1914 fue presidente del Consejo de Ministros y ministro de Asuntos Exteriores designado por el presidente Raymond Poincaré.
Al estallar la Primera Guerra Mundial, es nuevamente ministro de Asuntos Exteriores (agosto de 1914), después ministro de Colonias (del 16 de agosto de 1914 al 19 de marzo de 1917).
Senador por Gard desde 1910 y presidente del Senado desde 1923. Ejerció de presidente de la República entre el 13 de junio de 1924 y el 13 de junio de 1931.
La izquierda, que había obligado a Alexandre Millerand a renunciar, creía poder llevar a Paul Painlevé a la presidencia, pero la derecha desbarató sus ambiciones inclinándose masivamente por Doumergue, que ya gozaba del apoyo de una parte de los votos de la izquierda. Se declaró partidario de una política de firmeza junto con Alemania frente al nacionalismo renaciente. Su septenio estuvo marcado por una fuerte inestabilidad ministerial.
Su bonhomía y su simpático acento del mediodía lo convirtieron pronto en popular, a tal punto que tras los sangrientos acontecimientos del 6 de febrero de 1934, se lo convocó como presidente del Consejo para formar un gobierno de unión nacional que reunía a André Tardieu y Édouard Herriot.
Esta tentativa no tuvo éxito: con mala salud, le fue difícil actuar como árbitro al interior de uno de esos gabinetes en los que se ponen generalmente las mayores esperanzas porque simbolizan la unidad de la nación, pero que en realidad están compuestos por ministros venidos de todos los campos del espectro político y que no se entienden entre sí. Debilitado además por el asesinato de Louis Barthou el 9 de octubre, prefirió renunciar poco después, el 8 de noviembre.
René Viviani decía de él: «En una democracia bien organizada, Doumergue sería juez de paz en provincias».
Gaston Doumergue es hasta la fecha el único jefe de Estado francés desde Clodoveo I (si exceptuamos a Enrique IV, protestante que abjuró de su fe para convertirse al catolicismo) que no ha sido de confesión católica (era protestante).
Es también, junto a Nicolás Sarkozy, uno de los dos presidentes de la República que se casó en el curso de su mandato: el 1 de junio de 1931, 13 días antes de su último Consejo de Ministros, desposó a Jeanne-Marie Gaussal, catedrática de la Universidad. En ambos casos, el matrimonio tuvo lugar ante el alcalde del VIII distrito venido especialmente a tal efecto al Eliseo.
| Predecesor: Louis Barthou       | Presidente del Consejo 1913-1914 | Sucesor: Alexandre Ribot |
| Predecesor: Alexandre Millerand | Presidente de Francia 1924-1931  | Sucesor: Paul Doumer     |